# Aeroporto di Jerez
L'aeroporto di Jerez (IATA: XRY, ICAO: LEJR) è un aeroporto spagnolo situato in Andalusia nella provincia di Cadice, a 9 km a nordest di Jerez de la Frontera e 45,2 km da Cadice.
L'aeroporto, situato a 28 m s.l.m., dispone di un unico terminal passeggeri e di una pista in asfalto con orientamento 02/20, ed è servito sia da voli domestici che internazionali.